# Tetsumasa Kimura
Tetsumasa Kimura (jap. 木村 哲昌, Kimura Tetsumasa; * 24. Januar 1972 in der Präfektur Kanagawa) ist ein ehemaliger japanischer Fußballspieler und -trainer.

## Karriere
Kimura erlernte das Fußballspielen in der Schulmannschaft der Kojo High School und der Universitätsmannschaft der Komazawa-Universität. Seinen ersten Vertrag unterschrieb er 1994 bei den Kyoto Purple Sanga. Der Verein spielte in der zweithöchsten Liga des Landes, der Japan Football League. Danach spielte er bei den Blaze Kumamoto, Denso, Ventforet Kofu, JEF United Ichihara, Gunma FC Horikoshi, East Auckland, University-Mount Wellington und Onehunga Sports. Ende 2004 beendete er seine Karriere als Fußballspieler.